# 유성애

## 개요
유성애(有性愛, 영어: Allosexuality)란 특정 성별(gender)에 성적 끌림을 느끼는 [[성적 지향]을 포괄하는 단어이다.
어떤 성별(gender)을, 몇 가지의 성별(gender)을 지향하건 특정 성별(gender)을 향한 성적 끌림이 존재한다면 이를 유성애라고 하고, 그러한 사람을 유성애자(有性愛者, 영어: Allosexual)라고 한다. 즉 이성애자, 동성애자, 양성애자, 범성애자 등이 유성애자라는 카테고리 안에 포함된다.
유성애는 무성애에 해당되지 않는 성적 지향을 의미하는 단어로 고안된 단어이다. 